# Бугарска бригада Георги Димитров
Трећа бугарска народноослободилачка бригада „Георги Димитров” формирана је почетком јуна 1944. године у саставу Народноослободилачке војске Југославије од антифашистички расположених официра и војника Бугарске војске.
У децембру 1943, у Лебану се налазио 1. батаљон 123. пука 27. пешадијске дивизије бугарског 1. окупационог корпуса. Група од шесторице антифашистички расположених официра и војника у овом батаљону, коју је организовао батаљонски лекар др Кирил Игњатов, успела је да се повеже са руководством НОП-а и сусретне са неким члановима Главног штаба Србије. Договорено је да се искористи одсуство команданта батаљона, када батаљон буде водио поручник Атанас Русев, да се пређе на страну НОВЈ. У току ноћи 17. маја 1944. батаљон је код села Прекоплочице, недалеко од Лебана, упао у заседу 11. српске бригаде 24. дивизије НОВЈ. Уз помоћ Русева и Игњатова цео је батаљон био разоружан и заробљен, осим 3. чете која је избегла заробљавање јер је била на зачељу батаљона. Око 250 војника се тако нашло у редовима НОВЈ. Политичким радом Игњатова, бугарских и југословенских комуниста, заробљени војници пристали су да се боре у редовима НОВЈ. Од ових бораца формиран је батаљон „Георги Димитров”.
Почетком јуна 1944. батаљон је прерастао у бригаду „Георги Димитров” (3. бугарска бригада „Георги Димитров”) која је ушла у састав 22. а затим 24. дивизије НОВЈ. Бригадом је командовао поручник Атанас Русев, а политички комесар је био др Кирил Игњатов. Водила је борбе у саставу 22. дивизије НОВЈ, све до средине августа 1944, када је дошла под команду Главног штаба Македоније. У Бугарску се пребацила 11. септембра 1944. године, након доласка Отаџбинског фронта на власт.